# Cerros de Escazú
Cerros de Escazú är en bergskedja i Costa Rica.   Den ligger i provinsen San José, i den centrala delen av landet, 11 km sydväst om huvudstaden San José.
Cerros de Escazú sträcker sig 10,8 km i sydostlig-nordvästlig riktning. Den högsta toppen är Cerro Rabo de Mico, 2 428 meter över havet.
Topografiskt ingår följande toppar i Cerros de Escazú:
- Cerro Cedral
- Cerro de La Cruz
- Cerro Piedra Blanca
- Cerro Rabo de Mico
- Cerro San Miguel
- Cerro Tacuatorí
- Pico Alto